# Rainer Schwarz (Flughafenmanager)
Rainer Schwarz (* 11. Dezember 1956 in Essen) ist ein deutscher Flughafenmanager. Von 2006 bis 2013 war er Sprecher der Geschäftsführung der Berliner Flughäfen. Zuvor war er Geschäftsführer des Flughafens Nürnberg und Vorsitzender der Geschäftsführung des Flughafens Düsseldorf und anschließend Geschäftsführer des Flughafens Rostock-Laage.
Zum 1. Februar 2017 übernahm er die Geschäftsführung am Flughafen Münster/Osnabrück.

## Ausbildung
Nach dem Abitur studierte er 1975 bis 1981 Betriebswirtschaftslehre an der Universität Paderborn, der Freien Universität Berlin und der University of Connecticut, USA. Sein Studium schloss er mit dem Grad eines Diplom-Kaufmanns ab. 1987 promovierte er an der Universität Bayreuth zum Dr. rer. pol.  Nach Lehraufträgen an der RWTH Aachen und der Technischen Hochschule Wildau erhielt er 2008 von der Technischen Hochschule Wildau den Titel eines Honorarprofessors.

## Berufliches Wirken
Von 1983 bis 1984 war Schwarz an der Universität Bayreuth beim Lehrstuhl für Finanzwirtschaft und Bankbetriebslehre als Wissenschaftlicher Assistent tätig. Anschließend war er bis 1988 Geschäftsführer des Betriebswirtschaftlichen Forschungs-Zentrums für Fragen der Mittelständischen Wirtschaft in Bayreuth, bevor er von 1988 bis 1996 beim Flughafen München tätig war: erst als Abteilungsleiter der Hauptabteilung Finanz- und Rechnungswesen, dann als Abteilungsleiter innerhalb der Hauptabteilung Marketing und Vertrieb und schließlich als Bereichsleiter Marketing und Vertrieb.
1996 wechselte er als Geschäftsführer zum Flughafen Nürnberg. Bis 2001 stieg die Passagierzahl in Nürnberg um 50 % auf 3,3 Mio., nachdem es Schwarz gelungen war, mit der Air Berlin zusammen ein touristisches Drehkreuz aufzubauen.
2001 übernahm er beim Flughafen Düsseldorf eine Position als Geschäftsführer und stieg 2002 zum Vorsitzenden der Geschäftsführung auf. In seine Düsseldorfer Zeit fiel der Wiederaufbau der Terminalinfrastruktur nach dem Brandunglück und die Etablierung unternehmerischer Strukturen in der Betreibergesellschaften, der ersten deutschen Public Private Partnership im Flughafenbereich.
Zum 1. Juni 2006 wurde er zum Sprecher der Geschäftsführung (vergleichbar einem Vorstandsvorsitzenden) der Flughafen Berlin Brandenburg GmbH ernannt. Ende 2010 wurde sein Vertrag um fünf Jahre, bis Ende 2016, verlängert.
Er war zuständig für den Betrieb der drei Flughäfen Tegel, Tempelhof und Schönefeld. Durch die Initiierung umfangreicher Effizienzmaßnahmen wie auch die Schließung des hoch defizitären Flughafens Tempelhof verdoppelte sich der Nettozufluss der Berliner Flughäfen bis 2012 auf 90 Mio. Euro. Aus dem Flughafenbetrieb konnte so über eine halbe Milliarde Euro zum Flughafenneubau beigesteuert werden. Im gleichen Zeitraum wuchs die Passagierzahl um 50 % auf 24 Millionen.
Nach drei Verschiebungen des Eröffnungstermins für den neuen Hauptstadtflughafen aufgrund baulicher Mängel wurde Schwarz – obwohl für den Baubereich nicht zuständig – im Januar 2013 zunächst beurlaubt und im Juni 2013 gekündigt.
Schwarz klagte dagegen. Insgesamt ging es um eine Summe von 1,2 Millionen Euro.
Das Landgericht Berlin gab Schwarz im Oktober 2014 mit „einem Urteil, das an Deutlichkeit wenig zu wünschen übrig lässt … in allen Punkten recht“ und erklärte die Kündigung für unwirksam. Es habe „kein wichtiger Kündigungsgrund bestanden“, auch habe Schwarz „keine schwerwiegenden Fehler begangen“. Stattdessen – und hier gewinnt der Richterspruch politische Brisanz – trage der Aufsichtsrat eine Mitschuld an dem bis heute andauernden BER-Debakel. Spätestens seit Februar 2012 habe der Aufsichtsrat, in dem Vertreter von Brandenburg, Berlin und dem Bund sitzen, gewusst, dass der Flughafen nicht wie geplant, sondern wenn überhaupt, dann nur als Provisorium ohne funktionierendes Brandschutzkonzept in Betrieb gehen könne.
Die Flughafengesellschaft Berlin-Brandenburg legte fristwahrend Berufung gegen das Urteil ein um das Rechtsmittel kurz darauf wieder zurückzunehmen. Das Urteil ist seither rechtskräftig.
Am 4. Dezember 2014 sagte Schwarz vor dem BER-Untersuchungsausschuss des Berliner Abgeordnetenhauses, der die Ursachen des Flughafen-Missmanagements weiter klären sollte, aus. An frühere Warnungen von externen Gutachtern vor Termin- und Kostenrisiken am BER könne er sich nicht erinnern. Er wies jede Mitschuld an den Verzögerungen von sich.
Seit dem 1. Dezember 2014 war Schwarz Geschäftsführer des Flughafens Rostock-Laage. Der Flughafen erwartete, bezogen auf das Jahr 2014, bis 2016 ein Wachstum der jährlichen Fluggastzahlen von fast 50 Prozent. Seit 1. Februar 2017 ist er als Geschäftsführer am Flughafen Münster/Osnabrück tätig.

## Sonstige Ämter
Von 1995 bis 1999 war er Chairman des „Marketing and Commercial Strategy Committee“, Airports Council International (ACI – Europe) (Europäischer Flughafenverband).

Von 1996 bis 2013 fungierte er als Mitglied des Präsidiums und des Direktoriums der Arbeitsgemeinschaft Deutscher Flughäfen (ADV).

Von 2002 bis 2010 war er Mitglied des Senats „Deutsches Zentrum für Luft- und Raumfahrt (DLR)“.

Von 2008 bis 2014 war er Mitglied des Präsidiums des Bundesverbandes der Deutschen Tourismuswirtschaft (BTW) und Mitglied des Aufsichtsrates der Berlin Tourismus u. Kongress GMBH.

Von 2009 bis 2014 arbeitete er als Mitglied des Beirates Ost der HDI Gerling Industrie Versicherung AG und als Mitglied des Regionalbeirates Ost der Commerzbank AG.

## Privatleben
Rainer Schwarz ist verheiratet und Vater zweier Kinder.